# 1. hokejová liga SR 1999/2000
1. hokejová liga SR 1999/2000 byla sedmou sezónou 1. hokejové ligy na Slovensku, které se zúčastnilo 12 týmů. Vítězem se stal tým HC Martimex ZŤS Martin který nahradil v Slovnaft extralize tým HK VTJ Spišská Nová Ves.
Do 2. ligy sestoupil tým HKM Humenné, kterému skončila spolupráce s HKm Zvolen. Ten přestěhoval svůj B-tým do nejhoršího týmu 1. ligy – Prievidze, který zůstal v lize. Sestupujícího v následující sezóně nahradil tým HK VTJ Trebišov.

## Základní část
| Vysvětlivka                       |
| --------------------------------- |
| Postupující do Slovnaft extraligy |
| Sestupující do 2. ligy            |

| Poř. | Tým                        | Z  | V  | R | P  | VG  | OG  | B  |
| ---- | -------------------------- | -- | -- | - | -- | --- | --- | -- |
| 1.   | HC Martimex ZŤS Martin     | 44 | 32 | 5 | 7  | 233 | 106 | 69 |
| 2.   | ŠaHK Banská Bystrica       | 44 | 31 | 2 | 11 | 234 | 108 | 64 |
| 3.   | HK Harvard Trnava          | 44 | 29 | 4 | 11 | 234 | 144 | 62 |
| 4.   | HC VTJ Topoľčany           | 44 | 29 | 3 | 12 | 195 | 122 | 61 |
| 5.   | ŠKP PCHZ Žilina            | 44 | 25 | 6 | 13 | 176 | 136 | 56 |
| 6.   | MHC Plastika Nitra         | 44 | 20 | 4 | 20 | 202 | 150 | 44 |
| 7.   | HK VTJ Prešov              | 44 | 19 | 5 | 20 | 149 | 142 | 43 |
| 8.   | HKM Humenné (HKm Zvolen B) | 44 | 18 | 5 | 21 | 155 | 151 | 41 |
| 9.   | Spartak Dubnica nad Váhom  | 44 | 17 | 2 | 25 | 151 | 191 | 36 |
| 10.  | HC MEZ VTJ Michalovce      | 44 | 9  | 4 | 31 | 133 | 257 | 22 |
| 11.  | HC Dukla Senica            | 44 | 7  | 6 | 31 | 106 | 265 | 20 |
| 12.  | HC Polygon Prievidza       | 44 | 4  | 2 | 38 | 87  | 283 | 10 |